# 아나스 살라에딘
아나스 살라에딘(아랍어: أنس صلاح الدين, 영어: Anass Salah-Eddine, 2002년 1월 18일 ~ )는 네덜란드의 축구 선수이다. 그의 포지션은 왼쪽 수비수 또는 왼쪽 윙백으로, 현재 이탈리아 세리에 A의 로마에서 활약하고 있다.

## 클럽 경력
2018년 살라에딘은 용 아약스에서 성인 축구 선수 경력을 시작했다. 2022년 8월 1일, 그는 2025년 6월 30일까지 연장 계약을 체결했고 곧바로 트벤터로 한 시즌간 임대되었다. 2024년 2월 1일, 그는 2027년까지 계약을 맺고 트벤터로 완전 이적했다.
2025년 2월 3일, 살라에딘은 세리에 A의 로마와 계약을 맺고 이적했다.

## 국가대표팀 경력
네덜란드에서 태어난 살라에딘은 모로코계이다. 그는 네덜란드를 대표하는 청소년 국가대표팀 선수로 현재 네덜란드 U-21 대표팀에서 활약하고 있다.

## 수상 내역
네덜란드 U-17
- UEFA U-17 축구 선수권 대회: 2019[6]